# Daniela Oronova
Daniela Gueorguieva Oronova –en búlgaro, Даниела Георгиева Оронова– (Sofía, 6 de abril de 1965) es una deportista búlgara que compitió en remo.
Ganó dos medallas de bronce en el Campeonato Mundial de Remo, en los años 1987 y 1993. Participó en tres Juegos Olímpicos de Verano, ocupando el quinto lugar en Seúl 1988 (ocho con timonel), el séptimo lugar en Barcelona 1992 (doble scull) y el décimo en Atlanta 1996 (doble scull).

## Palmarés internacional
| Campeonato Mundial | Campeonato Mundial       | Campeonato Mundial | Campeonato Mundial |
| Año                | Lugar                    | Medalla            | Prueba             |
| ------------------ | ------------------------ | ------------------ | ------------------ |
| 1987               | Copenhague (Dinamarca)   | Medalla de bronce  | Cuatro con timonel |
| 1993               | Račice (República Checa) | Medalla de bronce  | Doble scull        |